# De Pas (Bemmel)
De Pas is een buurtschap in de Nederlandse gemeente Lingewaard, gelegen in de provincie Gelderland. Het ligt 1,5 kilometer ten zuidwesten van Bemmel. In de gemeente Lingewaard is nog een buurtschap de Pas dat in het oosten van de gemeente bij Doornenburg ligt.
Dorpen: Angeren · Bemmel · Doornenburg ·  Gendt · Haalderen · Huissen · Ressen

Buurtschappen: Baal · Bergerden · Boerenhoek · Doornik · Flieren · Hoeve · Honderdmorgen · Hulhuizen · Kapel · Klein Baal · Kommerdijk · Looveer · De Pas (Bemmel) · De Pas (Doornenburg) · Sterreschans · Vossenpels (deels) · Het Zand · Zandheuvel · Zandvoort